# Hermann Lotze
Rudolf Hermann Lotze (Bautzen, 21 maggio 1817 – Berlino, 1º luglio 1881) è stato un filosofo e logico tedesco.
In possesso di una solida formazione in medicina conosceva approfonditamente anche nozioni di biologia. Le sue opere sulla medicina l'hanno portato a risultati pionieristici nel campo della psicologia scientifica. È una delle figure centrali della filosofia accademica tedesca del XIX secolo tradizionalmente riferita all'idealismo teleologico, come egli stesso definì la sua dottrina, e al panpsichismo.
Cercò di associare il meccanicismo scientifico con i principi dell'idealismo ritenendo che gli automatismi di causa-effetto che regolano l'universo non potessero avere una valida comprensione se non riferendoli all'azione finalistica di un'entità spirituale superiore.

## Biografia
Nacque a Bautzen, Sassonia, Germania, figlio di un medico. Studiò al ginnasio di Zittau; appassionato degli autori classici, tradusse l'Antigone di Sofocle dal latino, pubblicandolo nella sua mezza età. 
Frequentò l'Università di Lipsia come studente di filosofia e scienze naturali, ma vi entrò ufficialmente come studente di medicina a diciassette anni. I primi studi di Lotze furono governati da due distinti interessi: il primo era scientifico, basato su studi matematici e fisici sotto la guida di E. H. Weber, W. Volkmann e Gustav Fechner. L'altro suo interesse era artistico ed estetico, e si sviluppò sotto la cura di Christian Hermann Weisse. Egli fu attratto sia dalla scienza che dall'idealismo di Johann Gottlieb Fichte, Friedrich Schelling e Georg Hegel.
Durante gli anni di insegnamento all'Università di Gottinga fu maestro di filosofia di Frege.
Il primo saggio di Lotze fu la dissertazione De futurae biologiae principibus philosophicis, con la quale nel 1838 si laureò dottore in medicina. Quattro mesi dopo prese la seconda laurea in filosofia. Espose le basi del suo sistema filosofico nelle opere Metaphysik (Lipsia, 1841) e Logik (1843), oltre ad altri trattati minori pubblicati mentre era ancora studente a Lipsia. Si trasferì poi all'Università di Gottinga, succedendo a Johann Friedrich Herbart sulla cattedra di filosofia.
I suoi primi due libri ebbero poca notorietà e Lotze dapprima venne conosciuto per una serie di lavori che aspiravano a stabilire i metodi di studio del fenomeno fisico e mentale dell'organismo umano nei suoi stati normali e di disagio, gli stessi principi generali che erano stati adottati per lo studio dei fenomeni nel mondo inorganico. 
Quando Lotze pubblicò questi lavori, la scienza medica risentiva ancora l'influenza della Filosofia naturale di Schelling. Le leggi meccaniche, alle quali le cose esteriori erano soggette, erano concepite come valide nel solo mondo inorganico. Un meccanismo era l'inalterabile connessione di un fenomeno a con un altro fenomeno b, c, d, sia questo seguente o precedente ad esso; meccanismo era l'inesorabile forma nella quale gli eventi di questo mondo sono verificati, e al quale sono connessi. L'oggetto di quegli scritti era di stabilire il ruolo onnipresente del meccanismo. Ma la visione meccanica della natura non è identica a quella materialistica. Nell'ultimo dei lavori sopra menzionati la questione è discussa a grandi linee: come dobbiamo considerare la mente e la relazione tra la mente e il corpo; la risposta è che dobbiamo considerare la mente come un principio immateriale, la sua azione, tuttavia, sul corpo e viceversa, è puramente meccanica, indicata da leggi fisse di un meccanismo psicofisico. 
Queste dottrine di Lotze, pronunciate con distinta e reiterata riserva, poiché esse non contengono una soluzione della questione filosofica riguardante la materia, furono tuttavia considerate da molti essere l'eredità del filosofo, che denunciava i sogni di Schelling o le teorie idealistiche di Hegel. Pubblicati, come furono, durante gli anni in cui la scuola moderna del materialismo tedesco era al suo apice, questi lavori di Lotze furono annoverati tra la letteratura di opposizione della Filosofia empirica. 
Il fraintendimento delle sue posizioni indusse Lotze a pubblicare un pamphlet polemico in cui corresse due errori. La sua opposizione al formalismo di Hegel aveva indotto alcuni ad associarlo alla scuola materialistica, altri a contarlo tra i seguaci di Herbart. Lotze negò di appartenere alla scuola di Herbart, tuttavia ammise che la monadologia di Leibniz poteva essere considerata un antecedente degli insegnamenti di Herbart ed anche dei suoi.

## Filosofia

### Il microcosmo
Quando scrisse le sue precisazioni riguardo all'originalità del suo pensiero rispetto a Hegel e Herbart, Lotze aveva già pubblicato il primo volume del suo Mikrokosmus. In molti passaggi del suo lavoro sulla patologia, fisiologia, e psicologia del rapporto vita-mente egli aveva chiaramente stabilito che il suo metodo di ricerca non dava una spiegazione di questo fenomeno, ma solo i mezzi per osservare i due termini del rapporto e connetterli insieme di modo che potessimo ottenere i dati necessari per decidere che significato si possa dare all'esistenza di questo microcosmo, o piccolo mondo della vita umana, insito nel macrocosmo dell'universo.
Estende così l'argomento al vasto campo dell'antropologia, iniziando con la struttura complessiva dell'uomo, l'anima, l'unione corpo-anima nella vita, avanzando fino all'uomo e alla sua mente e al corso del mondo intero e concludendo con la storia, il progresso e la connessione universale delle cose.

### L'estensione della visione metafisica
Questa sua concezione metafisica Lotze volle estenderla a particolari aspetti della ricerca filosofica; produsse annualmente scritti di psicologia e di logica (gli ultimi includevano una ricerca sull'intera filosofia sotto il titolo di Encyclopädie der Philosophie), poi, a lunghi intervalli compose scritti di metafisica, filosofia della natura, filosofia dell'arte, filosofia della religione, più raramente s'interessò della storia della filosofia e dell'etica. 
In questi scritti egli espose le proprie visioni peculiari in forme più ristrette, e durante l'ultimo decennio della sua vita espose la sostanza di quelle opere nel suo lavoro System der Philosophie, del quale solo due volumi sono stati pubblicati. 
Il terzo volume conclusivo, che doveva trattare in maniera più condensata i principali problemi della filosofia pratica, della filosofia dell'arte e della religione, non fu mai pubblicato. Un piccolo pamphlet di psicologia, contenente l'ultima forma in cui egli aveva cominciato a trattare lo stesso soggetto nei suoi scritti precedenti, rimasto incompiuto a causa della sua morte, fu pubblicato da suo figlio.

### La funzione della filosofia
Per capire questa serie di scritti di Lotze, è necessario iniziare con il significato della filosofia. Questa è data dopo che il suo studio sulla logica ha stabilito due punti: 
- l'esistenza nella nostra mente di certe leggi e forme in accordo con le quali noi connettiamo il materiale che ci viene fornito dai nostri sensi, e, secondariamente,
- il fatto che pensieri logici non possono essere utilmente impiegati senza il collegamento con i dati dell'esperienza e dell'osservazione. Queste connessioni tra logica e realtà ci sono date dalle scienze separate e dall'uso e dalla cultura della vita di ogni giorno.

Il linguaggio li ha cristallizzati in certe definite nozioni ed espressioni, senza le quali non possiamo procedere di un solo passo, ma che abbiamo accettato senza conoscere il loro esatto significato, e molto meno la loro origine; di conseguenza le scienze speciali e la saggezza della vita comune si impigliano tra loro facilmente e frequentemente in contraddizioni. 
La funzione della filosofia consiste allora nel provare a portare unità e armonia nei pensieri sparsi della nostra cultura generale, per riportarli alla loro primaria assunzione e seguirli fino alle loro ultime conseguenze, per connetterli tutti insieme, per rimodellarli, accorciarli o amplificarli, così come per rimuovere le loro apparenti contraddizioni, e per combinarli nell'unità di un'armoniosa visione delle cose, e specialmente per investigare quelle concezioni che formano le iniziali assunzioni delle varie scienze, e per fissare i limiti della loro applicabilità.

### Il metodo della ricerca
Non servirà cominciare con la presunzione che ogni cosa nel mondo dovrebbe essere spiegata da un principio o da un unico metodo di ricerca, né siamo inoltre in grado di iniziare la nostra investigazione filosofica con un'inchiesta sulla natura del pensiero umano e la sua capacità di raggiungere una conoscenza oggettiva, poiché verrebbe a mancare il collegamento alla realtà e si rimarrebbe nel campo dell'astrazione.
La principale prova del valore oggettivo della visione che possiamo ottenere consisterà piuttosto nel grado con il quale si ha successo nell'assegnazione ad ogni elemento della cultura nella posizione ad esso dovuta, o nella quale si è capaci di apprezzare e combinare differenti e apparentemente opposte tendenze e interessi.
Secondo la sua visione nel vasto reame della ricerca filosofica troviamo tre distinte regioni, separate solo nei nostri pensieri, non nella realtà:
- quella dei fatti,
- quella delle leggi
- e infine la regione dei principi di valutazione.

Questi superiori principi di valore morale ed estetico nel mondo dei fatti si sono realizzati tramite leggi. L'unione di queste tre "regioni" è comprensibile se la riferiamo a una personale Deità, che l'ha voluta nella creazione e conservazione del mondo.
Possiamo aggiungere che in accordo con questo punto di vista niente è reale tranne lo spirito vivente di Dio e il mondo degli spiriti viventi che egli ha creato; le cose di questo mondo hanno realtà solo in quanto esse sono l'apparenza di una sostanza spirituale, che è presente in tutto. 

### La metafisica
La chiave della filosofia teoretica di Lotze si trova dunque nella sua metafisica che ha per oggetto rimodellare le nozioni correnti riguardanti l'esistenza delle cose e loro connessioni con le quali l'uso del linguaggio ci fornisce il modo per renderle consistenti e pensabili. Che le nozioni modificate così trovate abbiano un oggettivo significato ed esse in qualche modo corrispondano all'ordine reale del mondo esistente, che naturalmente esse non possono mai veramente descrivere, dipende da una generale confidenza che noi dobbiamo avere nei nostri poteri di ragionamento e nel significato di un mondo nel quale noi stessi con tutti i necessari corsi dei nostri pensieri abbiamo un dovuto posto assegnatoci.
Il principio tuttavia di queste ricerche è opposto a due tentativi frequentemente ripetuti nella storia della filosofia:
- il tentativo di stabilire leggi generali o forme, alle quali l'evoluzione delle cose deve aver obbedito, o che un creatore debba aver seguito nella creazione di un mondo (Hegel);
- il tentativo di tracciare la genesi delle nostre nozioni e decidere del loro significato e valore (teorie moderne della conoscenza).

Nessuno di questi due tentativi è praticabile. Il mondo che ci circonda è già creato; le nostre nozioni, che noi cerchiamo di descrivere correttamente o scorrettamente, è già fatto. 
Ciò che rimane da fare non è spiegare come un tale mondo si appresta ad essere ciò che è, né come noi siamo arrivati a formulare queste nozioni, ma più o meno ciò che segue: espellere dalle nostre concezioni quelle nozioni astratte che sono inconsistenti e stonate, o rimodellarle e definirle cosicché esse possano costituire un argomento consistente e armonioso. 

### La realtà
In questa attività Lotze rifiuta come inutili e inattendibili molte concezioni e nozioni della vita di ogni giorno. Il corso delle cose e la loro connessione non è pensabile riferendola a una pluralità di esistenze, la realtà delle quali (come distinta dalla nostra conoscenza delle stesse) possa essere concepita solo come una moltitudine di relazioni. 
Questa qualità di stare in relazione ad altre cose è ciò che dà ad una cosa la propria realtà.
E la natura di questa realtà ancora non può né essere consistentemente rappresentata come una sostanza dura e fissa, né come un qualcosa di inalterabile, ma solo come un ordine fisso di ricorrenza di eventi o impressioni in continua evoluzione.
Ma, ancora, ogni tentativo di pensare chiaramente quali possano essere queste relazioni, quello che noi veramente intendiamo, se parliamo di un ordine fisso di eventi, forza su di noi la necessità di pensare anche che le cose differenti che stanno in relazione alle fasi differenti che seguono le une alle altre non possono essere esternamente messi insieme o fatti avvicinare da alcuni indefinibili poteri esteriori nella forma di alcune predestinazioni o destini inesorabili. 
Le cose stesse che esistono e le loro fasi di cambiamento devono stare in alcune connessioni interne; essi stessi devono essere attivi o passivi, capaci di fare o soffrire. Questo ci condurrebbe alla visione di Leibniz, che il mondo consiste di monadi, esseri auto-sufficienti che conducono una vita interiore. Questa idea però implica la concezione seguente di Leibniz, quella dell'armonia prestabilita, per la quale il creatore si è preso cura di sistemare la vita di ogni monade, così che vada d'accordo con quella di tutte le altre.
Questa concezione, in accordo con Lotze, non è né necessaria né intelligibile. Perché non interpretare all'inizio e rendere intelligibile la concezione comune originatasi nella scienza naturale, quella di un sistema di leggi che governa tutte le cose? Nel tentativo di rendere chiara e pensabile questa concezione, noi siamo però forzati a rappresentare la connessione delle cose come una sostanza universale, l'essenza della quale noi la concepiamo come un sistema di leggi che sottolinea ogni cosa e in sé stessa connette tutto, ma è impercettibile, e conosciuta da noi solo attraverso le impressioni che essa produce in noi, che noi chiamiamo cose.
Una riflessione finale ci insegna che la natura di questa sostanza universale e onnipresente può solo essere immaginata da noi come qualcosa di analogo alla nostra stessa vita mentale, dove solamente sperimentiamo l'unità della sostanza (che chiamiamo sé stessi) preservata nella moltitudine dei suoi stati (mentali). Ci diventa anche chiaro che solo dove tale vita mentale veramente appare necessità noi vi assegniamo un'esistenza indipendente, ma che gli scopi della vita di ogni giorno così come quelli della scienza sono similmente serviti se noi priviamo le cose materiali al di fuori di noi di una loro indipendenza e assegniamo loro una pura esistenza connessa attraverso la sostanza universale per mezzo dell'azione della quale esse possono apparirci da sole. 
La sostanza universale, che noi possiamo chiamare l'assoluto, a questo punto della nostra ricerca non è dotato di attributi di una personale deità, e resterà per essere visto dalle analisi seguenti su quanto lontano possiamo andare – senza contraddizioni – per identificarlo con l'oggetto della venerazione religiosa, in quanto lontano esso nella metafisica sia un postulato che possa essere gradualmente portato più vicino a noi e divenire un potere vivente. Molto in questa direzione è detto da Lotze in vari passaggi dei suoi scritti; ogni cosa completa, tuttavia, sul soggetto è ricercato. 
Nemmeno sembrerebbe come potesse essere l'intenzione dell'autore fare molto più che puntare alle linee sulle quali il seguente trattato del soggetto dovrebbe avanzare. L'attuale risultato della sua personale ricerca, la grande idea che giace alla fondazione della sua filosofia noi la sappiamo. Si può tranquillamente stabilire che Lotze permetterebbe molta latitudine alle convinzioni individuali, poiché infatti è evidente che la nozione vuota di un assoluto possa solo diventare viva e significante per noi allo stesso grado dell'esperienza e del pensiero che ci hanno insegnato a realizzare la serietà della vita, il significato della creazione, il valore del bello e del buono, e il supremo principio della santità personale.
Per dotare la sostanza universale con degli attributi morali, per mantenere che è più che il terreno metafisico di tutte le cose, dire che è la perfetta realizzazione della santità, il bello e il buono, può avere significato solo per chi sente in sé stesso quali reali non immaginari valori sono rivestiti in queste espressioni.
L'Estetica costituisce un principale e favorito studio di Lotze, egli ha trattato questo soggetto anche alla luce delle idee principali della sua filosofia.
La posizione storica di Lotze è molto interessante. Sebbene egli neghi di essere un seguace di Herbart, la sua definizione formale della filosofia e la sua concezione dell'oggetto della metafisica sono simili a quelle di Herbart, il quale definisce la filosofia come tentativo di rimodellare le nozioni dato dall'esperienza. 
In questo ambito egli forma con Herbart un'opposizione alla filosofia di Fichte, Schelling ed Hegel, che anelavano ad una conoscenza oggettiva e assoluta, e anche al criticismo di Kant, che anelava a determinare la validità di tutta la conoscenza umana. Ma questo accordo formale include differenze materiali, e lo spirito che soffia negli scritti di Lotze è più dotato verso gli oggetti e le aspirazioni della scuola idealistica che al freddo formalismo di Herbart. Quello che tuttavia fu per gli idealisti un oggetto di pensiero isolato, l'assoluto, è per Lotze solo inadeguatamente definibile in rigoroso linguaggio filosofico; le aspirazioni del cuore umano, i contenuti dei nostri sentimenti e desideri, l'animo dell'arte e la base della fede religiosa devono essere messi tutti insieme per poter riempire l'idea vuota di assoluto con un significato. Queste manifestazioni dello spirito divino ancora non possono essere tracciate e capite riducendo (come fece Hegel) la crescita della mente umana nell'individuo, nella società e nella storia nel monotono ritmo di uno schematismo speculativo; l'essenza e significato che sono in loro si rivela solo allo studente dei dettagli, perché la realtà è più grande e spaziosa della filosofia, il problema, “come l'uno può essere molti”, è risolto solamente per noi negli innumerevoli esempi in vita e nell'esperienza che ci circonda, per cui noi dobbiamo ritenere un interesse vitale e che costituisce il vero campo di tutto il lavoro umano utile. 
Questa convinzione della vuotezza dei termini e delle nozioni astratte, e per il riempimento della vita individuale, ha permesso a Lotze di combinare nei suoi scritti i due corsi nei quali il pensiero filosofico tedesco si è mosso dalla morte del suo fondatore Leibniz. Possiamo definire questi corsi con i termini di esoterici ed essoterici – le forme e la filosofia della scuola, coltivata soprattutto nelle università, che prova a organizzare la nostra conoscenza e ridurla al principio intelligibile, perdendo in questo tentativo il significato più profondo della filosofia di Leibniz; l'ultima filosofia non sistematizzata di cultura generale che troviamo nel lavoro di grandi scrittori del periodo classico, Lessing, Winckelmann, Goethe, Schiller e Herder, tutti loro espressero in gradi diversi la loro devozione a Leibniz. Lotze si può dire aver portato la filosofia fuori dalle stanze dei letterati nel mercato della vita quotidiana. Capendo e combinando quello che fu grande e di valore in ciò che era diviso e scompigliato egli divenne il vero successore di Leibniz.
Lotze fu frequentemente frainteso, grandemente ammirato, ascoltato da uditori devoti e letto da un circolo via via crescente, ma questo circolo non divenne mai una scuola filosofica.

## Opere

### Traduzioni italiane
- Microcosmo, Torino, U.T.E.T., 1988.
- Logica, Milano, Bompiani, 2010.

### Traduzioni inglesi
- Logic, in three books: of Thought, of Investigation, and of Knowledge (1874), ed. and transl. by B. Bosanquet, Oxford: Clarendon Press, 1884; 2nd edition, 1887
- Metaphysics, in three books: Ontology, Cosmology, and Psychology (1879), ed. and transl. by B. Bosanquet, Oxford: Clarendon Press, 1884; 2nd edition, 1887.
- Microcosmus: An Essay Concerning Man and His Relation to the World (1856-58, 1858-64), transl. by E. Hamilton and E. E. C. Jones, Edinburgh: T. & T. Clark, 1885; 4th edition, 1899.
- Outlines of Logic and of Encyclopedia of Philosophy, ed. and transl. by G. T. Ladd, Boston, MA: Ginn & Co., 1887.
- Outlines of Metaphysic, ed. and transl. by G. T. Ladd, Boston, MA: Ginn & Co., 1884
- Outlines of a Philosophy of Religion, ed. by F. C. Conybeare, London: Swan Sonnenschein & Co., 1892.
- Philosophy in the Last Forty Years. First Article. (1880) In Kleine Schriften, v. 3, ed. D. Peipers, Leipzig: S. Hirzel, 1885-91.